# حسن الفكيري
حسن الفكيري (بالفرنسية : Hassan El Fakiri ) بالنطق الصحيح حسن الفقيري مواليد 18 أبريل 1977 في تمسمان، المغرب، هو لاعب كرة قدم نرويجي دولي سابق كان يلعب كلاعب وسط. اعتزل اللعب عام 2014 مع نادي بران. بدأ مسيرته الرياضية عام 1995 مع نادي لين.

## المسيرة الاحترافية

### أندية لعب لها
- نادي لين
- نادي بران
- نادي موناكو
- بوروسيا مونشنغلادباخ